# Bobbie Beard
Bobbie Beard (2 de agosto de 1930 – 16 de octubre de 1999) fue un actor infantil de nacionalidad estadounidense, conocido por encarnar a "Cotton", un personaje que aparecía en varios de los cortos de La Pandilla estrenados entre 1932 y 1934.

## Biografía
Nacido en Los Ángeles, California, su hermano mayor era Matthew "Stymie" Beard, uno de los actores más populares de la serie de La Pandilla.
El éxito de Stymie facilitó que sus hermanos pudieran actuar en la serie. Así, Bobbie Beard participaba como el hermano menor de Stymie en Hi'-Neighbor!, Forgotten Babies, Fish Hooky, A Lad an' a Lamp y Birthday Blues. Su actuación más destacada tuvo lugar en el corto A Lad an' a Lamp, en el cual Spanky McFarland decía que Cotton podía ser un mono. A pesar de su destacada presencia en varios filmes, Beard nunca llegó a decir una palabra en ninguno de ellos.
Tras dejar La Pandilla, Beard trabajó como subastador en el área de Los Ángeles. En años posteriores, Beard se ocupó en el Hillcrest Country Club de Los Ángeles, llegando a tener buena amistad con  Groucho Marx. Más adelante sirvió en la guerra de Corea, y pasó sus últimos años trabajando para el Distrito Escolar Unificado de Los Ángeles.
Bobbie Beard falleció en 1999 en Los Ángeles, California. Fue enterrado en el Cementerio Rose Hills Memorial Park de Whittier (California).